# 前江街道
前江街道是中国浙江省宁波市江北区下辖的一个街道，辖区面积16.7平方公里，原为洪塘街道的一部分，2020年6月以茅家河西侧岸线为界，分为洪塘街道和前江街道，辖区范围为东以茅家河西侧岸线为界，东北至江北大道，南、西南至姚江，西、西北与慈城交界，2020年6月29日正式成立。

## 行政区划
前江街道下辖以下地区：
星旅社区、长兴社区、未来盛园社区、裘市居委会、云谷社区、兰庭社区、西洪社区、西江村、朱界村、横山村、邵家渡村、裘市村

## 交通
- 宁波轨道交通4号线：长兴路站、金山路站、奥体中心站